# Cordes (Belgique)
Pour les articles homonymes, voir Cordes.
Cordes est une section de la commune belge de Frasnes-lez-Anvaing, située en Région wallonne dans la province de Hainaut. C'était une commune à part entière avant la fusion des communes de 1977.

## Évolution démographique
- Sources : INS, Rem. : 1831 jusqu'en 1970 = recensements, 1976 = nombre d'habitants au 31 décembre.

## Galerie

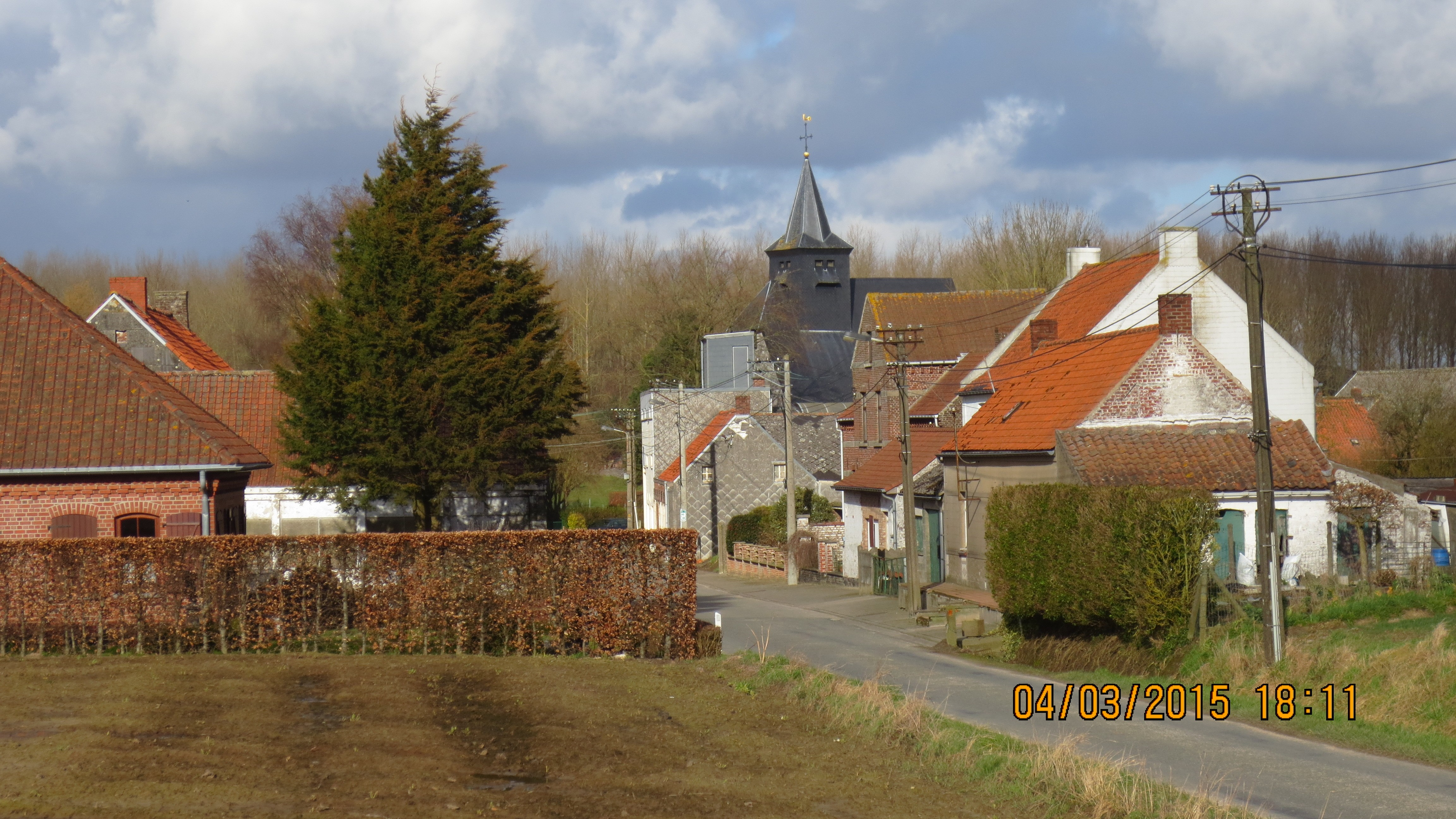
L'entrée.
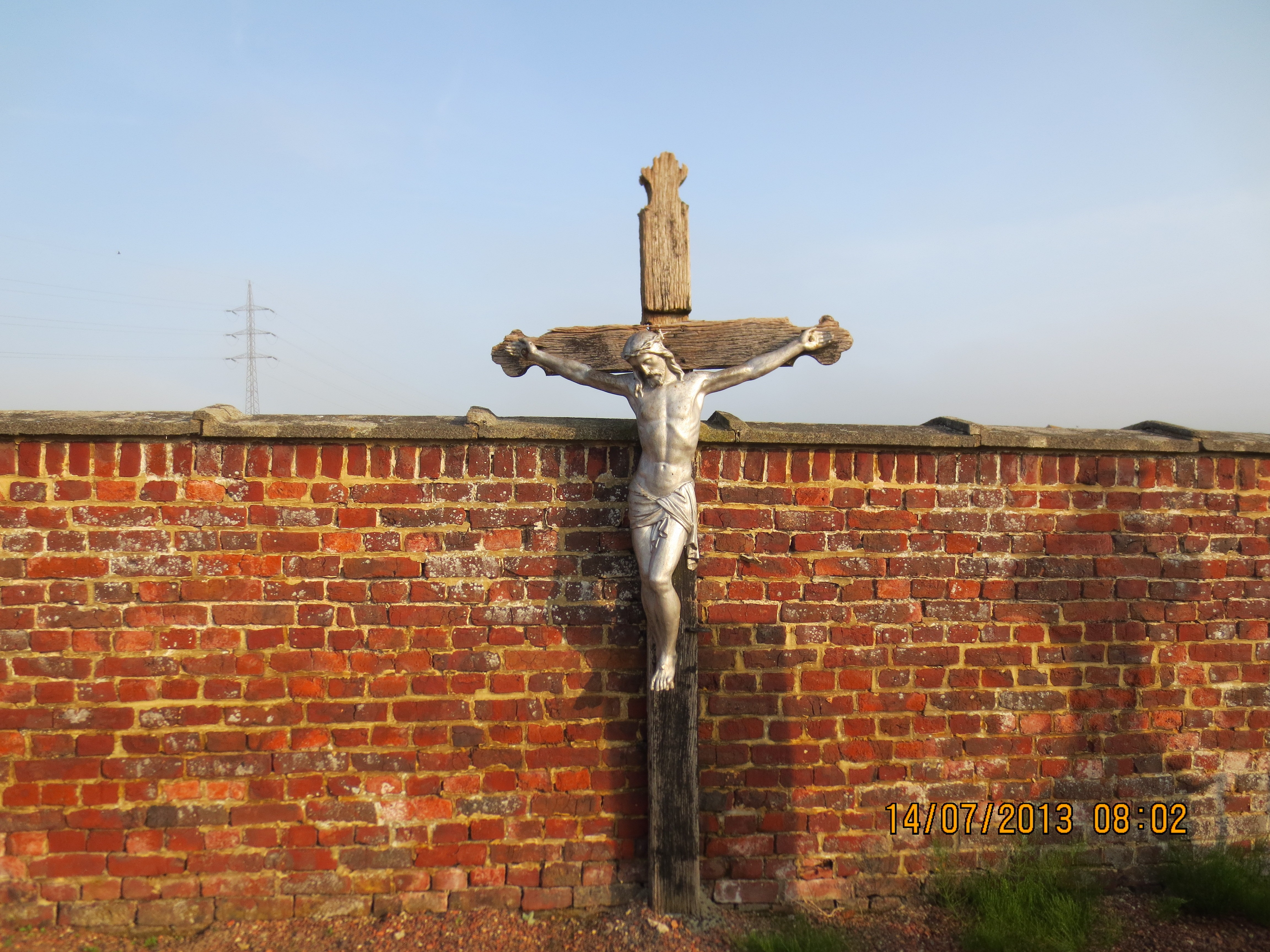
Le calvaire.
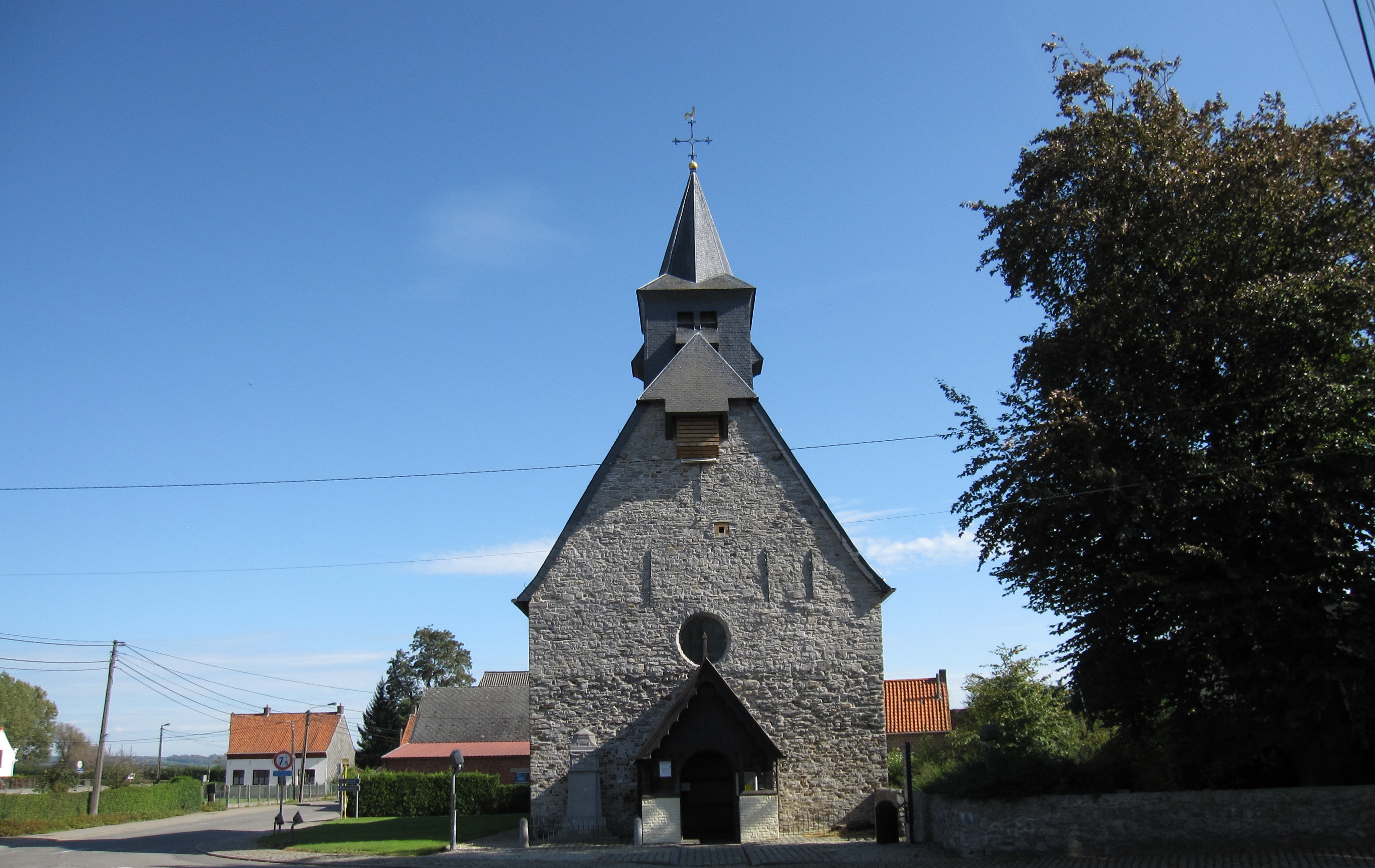
L'église Saint-Georges.
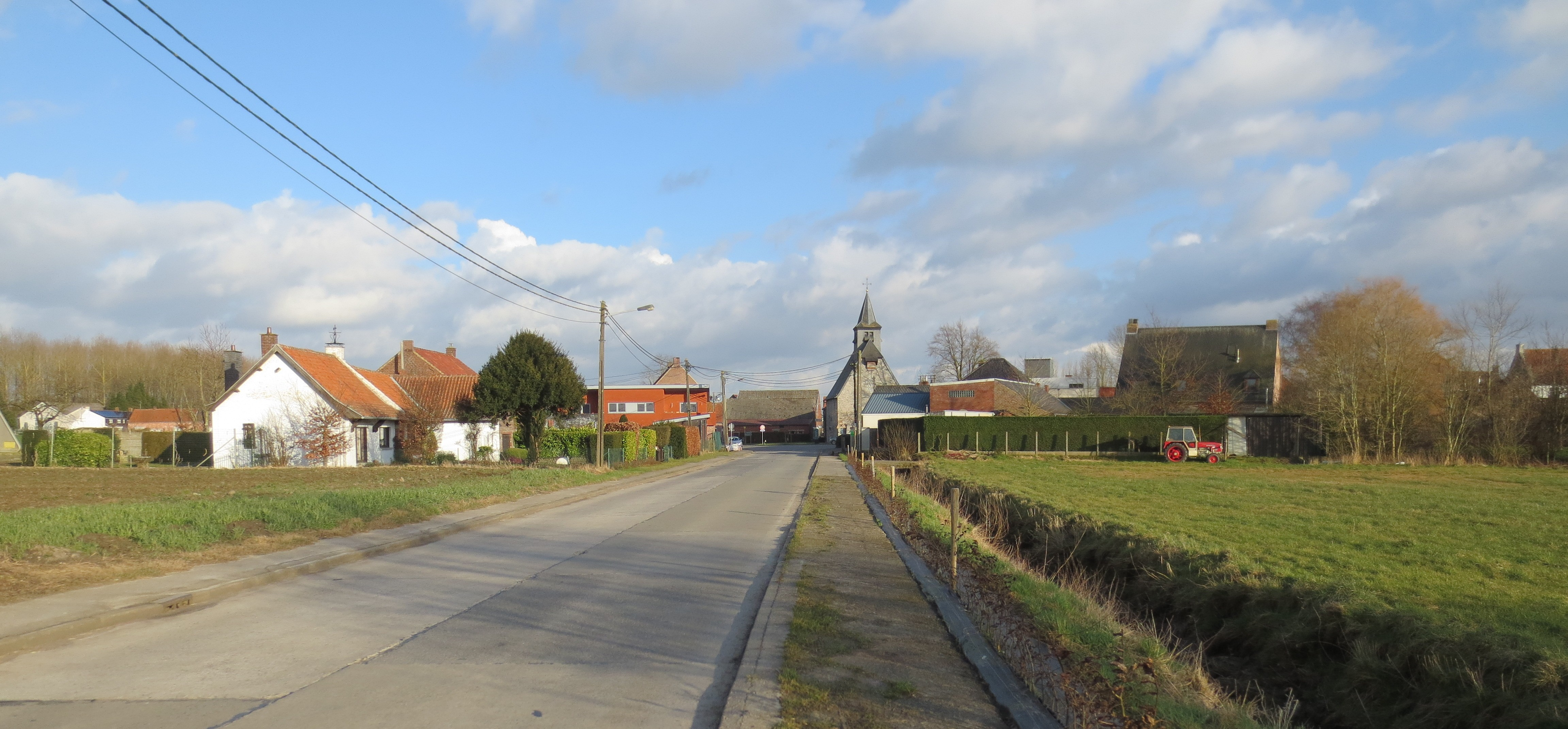
Vue panoramique.